# デジタル保存連合
デジタル保存連合 (Digital Preservation Coalition: DPC) は、デジタル資産の持続可能な未来を実現するために設立された、英国を拠点とする国際的な非営利団体である。

## 背景
DPCの起源は、1995年にウォリック大学において英国情報システム合同委員会および英国図書館により開催されたデジタル保存に関するワークショップにさかのぼる。20世紀後半、インターネットの利用が急速に増加するに伴い、デジタル情報資源に対する利用者のニーズが高まり、国境を超えて情報を探し求める利用者や機関も増えていった。だが多くの学術コミュニティは、電子情報資源の完全性・真正性を保証するためのより恒久的な解決策がないままにデジタルシステムへと移行してしまうことに不安を抱いていた。というのも、米国政府のアーカイブズ機関において、記録媒体の物理的な劣化やハードウェアおよびソフトウェアの旧式化といった事態がすでに生じていたためである。1995年にウォリック大学で開催されたワークショップは、デジタル保存に関するさまざまな研究の実施につながったが、1999年に活動は終了した。このような流れを背景として、DPCを設立する提案が、2001年2月にオンライン雑誌 D-Lib_Magazine で公表された。同年7月に活動が開始され。DPCは2002年7月に法人化され、2021年には慈善団体として登録された。

## 使命および活動内容
拡大するデジタル保存の問題を一機関だけで解決することなどできない。そのためDPCはさまざまな公共組織が集まって結成されることとなった。デジタル保存に関する汎用的な対応策を形づくるため、その目標は、諸々の情報源、ツール、標準を整備することとされた。設立当初は英国内の動向に焦点が当てられていたが、その活動範囲は世界規模に広がっている。近年、DPCはより国際的な取り組みを展開するようになってきており、デジタル保存は世界的な課題としてとらえるべきで、そうした諸課題に対応するためには国際的なコミュニティが必要なことが謳われている。

### 優良事例および技術監視
デジタル保存はこれまでにない領域であったため、優良事例を発掘・紹介していく取り組みもDPCの設立使命のひとつに含まれていた。2004年には、関連最新技術の動向をまとめた報告書がシリーズもの（技術監視レポート）として刊行されることとなった。同シリーズは刊行が続き、2023年時点で約50タイトルが刊行されている。

### 人材育成および研修
DPCが作成した情報資源・ツール・標準類は、デジタルレクションを所有する既存機関で利用できるだけでなく、デジタル保存の基礎と優良事例を学びたい誰しもにとって教材となりうる。デジタル保存の適切な手法を学ぶうえでまとまった資料としては、2001年に発表された手引書 Preservation Management of Digital Materials Handbook があげられる。同手引書はDPCのウェブサイト上で改訂が繰り返されていたが、2015年に大幅な見直しが行われ、「デジタル保存の手引き 第2版」として公開された。DPCはまた、同手引書で示された内容を会員がうまく活用できるように諸々の研修とワークショップも開催している。2020年には、英国国立公文書館からの委託を受け、初心者向けのオンライン研修プログラムが開発された。

### アドボカシー
DPCはデジタルの分野において、一般の人々にはほとんど認識されていなかった、新たな領域を切り開く活動を展開してきた。DPCの活動などにより、デジタル保存に関する話題は、（以前はまったくといっていいほどなかったわけだが）いまでは新聞、テレビ、ラジオなどのさまざまなメディアで定期的に取り上げられるようになった。DPCでは、読みやすい簡易な報告書が発行されたり、各種のフォーラムやセミナーが開催されたりしている。2017年からは、世界的に失われてしまうリスクがあるデジタルコンテンツのリスト BitList を毎年発行している。

#### 表彰制度
DPCでは、2004年から（当初は隔年で）デジタル保存賞と呼ばれる表彰制度が運営されてきた。2022年時点では、個人向けの表彰を含め、計８部門の賞が授与されている。

## 会員
DPCは発足時、7機関であったものが、設立後1年で26機関にまで拡大した。会員資格は、正会員、準会員、連携組織および個人（現在は名誉個人会員と呼ばれる）の3種類に分けられている。DPCの設立にあたり「特定の事業や事業者に依存せず中立的であること」が指針として定められているため、ITベンダーやソフトウェア企業などがDPCに加盟したり、DPCのガバナンス体制に関与したりすることはできない。

### 正会員
当初、正会員にはDPCの理事の枠が割り当てられていたが、2014年頃から組織が大きくなってきたことを受けて、そうした仕組みは見直されることになった。2017年にDPCは、12名の理事からなる理事会と、正会員からなるより大きな評議会（DPCの戦略計画の策定と見直しを担う）の仕組みを導入することになった。

### 準会員
準会員は、DPCの諮問委員会とのやり取りに限定されるが、その他のプロジェクトにはすべて参加できる。

### 連携組織および個人／名誉個人会員
連携組織とは、DPC側から参加を呼びかけた団体のことである。こうした組織は、デジタル保存に関する専門知識をもっていたり、業界のリーダーと関係が深かったりする。こうした協力関係は、特定のプロジェクトが完了するまでの一定期間続く場合もあれば、DPCないし連携組織のいずれかが終了した方がよいと判断するまで続けられる場合もある。以前は連携個人といわれていたものは名誉個人会員と名称が変更されている。名誉個人会員は、その個人が専門知識をもつにもかかわらず、会員としての資格要件を満たさない場合にDPCから招待される（別段の定めがない限り、自動的に更新される）。

### 会員の現状
2021年時点で、正会員・準会員をあわせると、150機関を超える会員から構成されている。会員には、バカルディ・マルティーニ社、BBC、デジタルキュレーションセンター、ゲティ財団、米国議会図書館、国際連合本部、各国国立図書館、その他多国籍企業、英国・北米の諸大学などが含まれる。

## 歴代理事長
DPCの理事長は毎年、年次総会で会員により選出される。
- リン・ブリンドリー（元英国図書館長）　2002〜2006年
- ロナルド・ミルン（英国図書館等）　2006〜2009年
- ブルーノ・ロングモア（スコットランド国立公文書館）　2009年（理事長代理）
- リチャード・オヴェンデン（ボドリアン図書館長）　2009〜2013年
- ローラ・ミッチェル（スコットランド国立公文書館）　2013〜2017年
- フアン・バイカレギ（英・科学技術施設会議）　2017〜2023年
- ジェーン・ウィンターズ（ロンドン大学教授）　2023年〜